# Gunung Teurawah Ciko
Gunung Teurawah Ciko är ett berg i Indonesien.   Det ligger i provinsen Aceh, i den västra delen av landet, 1 700 km nordväst om huvudstaden Jakarta. Toppen på Gunung Teurawah Ciko är 405 meter över havet, eller 156 meter över den omgivande terrängen. Bredden vid basen är 2,3 km.
Terrängen runt Gunung Teurawah Ciko är varierad. Trakten runt Gunung Teurawah Ciko är nära nog obefolkad, med mindre än två invånare per kvadratkilometer. I omgivningarna runt Gunung Teurawah Ciko växer i huvudsak städsegrön lövskog.